# Saint Seiya
Saint Seiya (japanski 聖闘士星矢, Seinto Seiya), također poznat i kao Saint Seiya: Vitezovi Zodijaka, je japanska manga koju je napisao i ilustrirao Masami Kurumada od 1986. do 1991., i fantastična anime serija koja je emitirana od 1986. do 1989.
Priča prati pet mističnih ratnika zvanih "Saints" (hrvatski "svetac") ili "Vitezovi" koji se bore noseći svete oklope znane kao "odjeća", čiji dizajn ovisi o raznim konstelacijama koji su likovi prilagodili svojstvenim zaštitnim simbolima. Oni su dužni braniti reinkarnaciju grčke božice Atene u njenoj borbi protiv dvanaest olimpskih bogova koji žele zavladati Zemljom. 
I strip i anime adaptacija bili su vrlo uspješni u Japanu i nekolicini europskih i latino-američkih država (poglavito u Francuskoj, Španjolskoj, Brazilu, Čileu i Grčkoj, po čijoj se mitologiji nadahnula priča); no zanimljivo je istaknuti da su prevedeni na engleski tek 2003. Franšiza je polučila četiri animirana filma koji su igrali u japanskim kinima; međutim, anime je otkazan te je tako ostao nedovršen 1989., zbog čega završno poglavlje mange nije obrađeno. Ipak, 2002. je Toei nastavio seriju u obliku tri OVA serije koje su završile 2008. kako bi zaključila preostala poglavlja stripa. Jedan film je emitiran i 2004.

## Radnja
Šest godina prije početka glavne radnje, stotinu siročadi diljem Japana je poslano u različite dijelove svijeta kako bi postali legendarni ratnici, poznati kao "sveci", koji su pod zapovjedništvom grčke božice Atene. Ovi ratnici će biti pod zaštitom zviježđa.
Moć svetaca proizlazi iz razumijevanja prirode "Kozma", unutarnjeg duhovnog bitka, koje potječe od velikog praska. Koncept "Kozma" govori da je svaki atom unutar ljudskog tijela sličan malenom zvjezdanom sustavu, a pošto se tijelo sastoji od milijarde atoma, njihova ukupnost tvori "maleni Kozmo", tj. maleni svemir. Svaka osoba ima svoj vlastiti Kozmo. Sveci iskorištavaju to znanje kako bi ga doveli do više razine: pošto se ljudi sastoje od atoma, oni su u stanju iskoristiti sile istih kako bi dostigli nadljudske osobine.
Glavna radnja vrti se oko jednog od tih siročadi. Njegovo ime je Seiya. Poslan je u tzv. "Svetište" u Grčku kako bi postao Pegaz Seiya. Nakon šest godina, on uspijeva te se vraća u Japan kako bi pronašao stariju sestru. Pošto je ona nestala istog dana kada je on otišao na trening, Saori, unuka osobe koja je poslala svu siročad na trening, sklapa dogovor s njim: dvoboj u natjecanju zvanom "Galaktični ratovi", gdje se siročad, koja je preživjela i dosegla status brončanih svetaca, mora boriti s najsnažnijim oklopom: zlatnim oklopom Strijelca. Ako Seiya pobijedi tamo, Saori će krenuti u potragu za njegovom sestrom.
Tijekom serije, Seiya postaje partner i prijatelj s drugim brončanim svecima: Shun, Shiryu, Ikki i Hyoga. Kao i njihovi prethodnici, moraju se boriti protiv zlih sila i štititi Atenu kako bi se spasila Zemlja.

## Glasovi
- Toru Furuya - Pegaz Seiya
- Ryo Horikawa - Andromeda Shun
- Koichi Hashimoto - Kikno Hyoga
- Hirotaka Suzuoki - Dragon Shiryu
- Keiko Han - Atena/ Saori
- Hideyuki Hori - Feniks Ikki
- Hiroko Emori - Kiki
- Daiki Nakamura - Dayakka

## Odjek
izvorna manga obuhvatila je 28 svezaka koji su prodani u 25 milijuna kopija diljem Japana do 2007. TV Asahi je napravio anketu diljem Japana kako bi sastavio popis stotinu najpopularnijih anime serija, a Saint Seiya anime završio je na visokom 22. mjestu. Animage je također stavio anime na svoju listu "100 najboljih animea". U časopisu Animage, anime je 1988. osvojio 1. mjesto među čitateljima, s preko 1.700 glasova. Primjera radi, "Maison Ikkoku" je završio iste godine tek na trećem mjestu.
Serija se smatra jednim od najvećih anime fenomena 1980-ih, a postala je i nadahnuće budućim serijama, kao što su B't X, Gulkeeva, i Gundam Wing. U knjizi Anime Enciklopedija: Vodič za japansku animaciju od 1917., Jonathan Clements i Helen McCarthy hvale seriju zbog složene radnje te zbog animacijskog dizajna i u seriji i u filmovima. Hvalili su i glazbu i sposobnost redatelja Shigeyasua Yamauchija da produži napetost i odabere savršena mjesta kako bi stao u jednoj epizodi a opet održao gledatelje u iščekivanju. Ipak, Clements i McCarthy su napisali da ih je serija i uznemirila jer "glavni emotivni učinak proizlazi iz starijih dječaka i muškaraca koji se bore s naivnim tinejdžerima" te skupljanje oružja kroz pobjede.
Saint Seiya je popularizirao tzv. pojam "yaoi" (blisko muško prijateljstvo koji naginje homoerotičnosti) 1987. godine. To je prouzročilo i razne parodije, a lik Andromede Shun bio je jedan od najpopularnijih za kojeg su stvarani razni primjeri istog. Tite Kubo, the autor manga serije Bleach, smatra da je Saint Seiya njegovo najveće nadahnuće za dizajn različitih tipova oružja koja koriste njegovi likovi, te i za bitke u kojima se uključuju.

## Kritike
| „                                     | Ako ste ikada gledali "Rurouni Kenshin", "One Piece", "Dragon Ball" (ili bilo koju drugu verziju iste serije), "Yuu Yuu Hakusho", "Naruto" ili "Hunter X Hunter", ovakva vrsta priče bit će vam bolno poznata...Zamislite gledati hrvanje 47 sati i imate iskustvo animea "Saint Seiya". Zvuči zabavno, zar ne? Na žalost, nije zabavno, a produkcijske vrijednosti također ne pomažu...Serija je također nevjerojatno nasilna. Borbe uvijek prati veliki gubitak krvi...Ako imate želuca gledati slabo animirane, slabo napisane, slabo odglumljene i dozlaboga ružne bitke, ovo je za vas. Svi ostali neka gledaju nešto drugo. | ” |
| — Zac Bertschy , 15px15px15px15px15px | |   |

| „                                      | Dobro je znati cijelu povijest naših glavnih junaka ali sve ovo vrijeme koje se potrošilo samo na informiranje gledatelja kako su ovi likovi postali tako snažni potpuno je promašeno jer ih nije učinilo likovima od krvi i mesa. Jedva da se nešto vremena troši na interakciju junaka sa vanjskim svijetom te stoga nijedan od njih ne razvija vlastitu osobinu. Jedino što rade je ovo: bore se za pravdu. Jedan od njih skoro postane zao a drugi je bio slabić neko vrijeme ali to je uglavnom to. Jednom u svakih 25 epizoda Seiya potroši otprilike 5 minuta neke epizode na sirotište gdje za trunku postane životniji dok se ništa drugo ne događa. Poistovjetiti se s tim likovima je doista teška zadaća...Usprkos ovim slabostima, "Saint Seiya" ima jedno područje u kojem uvelike nadmašuje. "Saint Seiya" je neosporno ugodan za slušati. Odlična glazba puni ovu seriju. | ” |
| — Chris Shepard , 15px15px15px15px15px | |   |

| „                                       | "Saint Seiya" ne nudi ništa što već nisam vidio tisuću puta prije. Potpuno su me zamorile anime priče nastanjene ratnicima koji su opisani jedino i isključivo povezanošću s nekim elementom, norveškim bogovima, planetima, bojama, zviježđem... | ” |
| — Rob Lineberger , 15px15px15px15px15px | |   |

## Vanjske poveznice
|  | Zajednički poslužitelj ima još gradiva o temi Saint Seiya |

- Saint Seiya (anime serija) u internetskoj bazi filmova IMDb-a
- Saint Seiya: The Hades Chapter - Sanctuary (2002) u internetskoj bazi filmova IMDb-a
- Saint Seiya: Tenkai-hen josô - Overture (2004) u internetskoj bazi filmova IMDb-a
- Saint Seiya: The Hades Chapter - Inferno (2005) u internetskoj bazi filmova IMDb-a
- Saint Seiya: The Hades Chapter - Elysion (2008) u internetskoj bazi filmova IMDb-a
- Saint Seiya na Anime News Network Encyclopedia